# Castelpoto
Castelpoto is een gemeente in de Italiaanse provincie Benevento (regio Campanië) en telt 1450 inwoners (31-12-2004). De oppervlakte bedraagt 11,8 km², de bevolkingsdichtheid is 134 inwoners per km².

## Demografie
Castelpoto telt ongeveer 604 huishoudens. Het aantal inwoners daalde in de periode 1991-2001 met 9,4% volgens cijfers uit de tienjaarlijkse volkstellingen van ISTAT.
| Jaar | Inwoneraantal |
| ---- | ------------- |
| 1991 | 1630          |
| 2001 | 1476          |

## Geografie
De gemeente ligt op ongeveer 285 m boven zeeniveau.
Castelpoto grenst aan de volgende gemeenten: Apollosa, Benevento, Campoli del Monte Taburno, Foglianise, Vitulano.